# العلاقات الجنوب إفريقية النيوزيلندية
العلاقات الجنوب أفريقية النيوزيلندية هي العلاقات الثنائية التي تجمع بين جنوب أفريقيا ونيوزيلندا.

## مقارنة بين البلدين
هذه مقارنة عامة ومرجعية للدولتين:
| وجه المقارنة                                              | جنوب أفريقيا | نيوزيلندا                                              |
| --------------------------------------------------------- | --- | ------------------------------------------------------ |
| المساحة (كم2)                                             | 1.22 مليون | 268.02 ألف                                             |
| عدد السكان (نسمة)                                         | 57.73 مليون | 4.24 مليون                                             |
| الكثافة السكانية (ن./كم²)                                 | 47.32 | 15.82                                                  |
| العاصمة                                                   | بريتوريا، بلومفونتين، كيب تاون | ويلينغتون، أوكلاند                                     |
| اللغة الرسمية                                             | لغة إنجليزية، اللغة الأفريقانية، اللغة النديبلي الجنوبية، اللغة السوثو الشمالية، اللغة السوتية، لغة سوازي، اللغة التسونجا، اللغة التسوانية، اللغة الفيندية، اللغة الكوسية، اللغة الزولوية | لغة إنجليزية، اللغة الماورية، لغة الإشارة النيوزيلندية |
| العملة                                                    | راند جنوب أفريقي | دولار نيوزيلندي، الجنيه النيوزيلندي                    |
| الناتج المحلي الإجمالي (بليون دولار)                      | 349.42 مليار | 205.85 مليار                                           |
| الناتج المحلي الإجمالي (تعادل القوة الشرائية) بليون دولار | 725.91 مليار |                                                        |
| الناتج المحلي الإجمالي الاسمي للفرد دولار أمريكي          | 5.72 ألف |                                                        |
| الناتج المحلي الإجمالي للفرد دولار أمريكي                 | 13.05 ألف |                                                        |
| مؤشر التنمية البشرية                                      | 0.666 | 0.914                                                  |
| رمز المكالمات الدولي                                      | +27 | +64                                                    |
| رمز الإنترنت                                              | .za | .nz                                                    |
| المنطقة الزمنية                                           | ت ع م+02:00، أفريقيا/جوهانسبرغ ‏ | ت ع م+13:00، ت ع م+12:00                               |

## منظمات دولية مشتركة
يشترك البلدان في عضوية مجموعة من المنظمات الدولية، منها:
| علم المنظمة | اسم المنظمة                        | تاريخ انضمام جنوب أفريقيا | تاريخ انضمام نيوزيلندا |
| ----------- | ---------------------------------- | ------------------------- | ---------------------- |
|             | وكالة ضمان الاستثمار متعدد الأطراف | 10 مارس 1994              | 22 أبريل 2008          |
|             | الأمم المتحدة                      | 7 نوفمبر 1945             | 24 أكتوبر 1945         |
|             | دول الكومنولث                      | 11 ديسمبر 1931            | ?                      |
|             | الفريق المعني برصد الأرض           | ?                         | ?                      |
|             | منظمة حظر الأسلحة الكيميائية       | ?                         | ?                      |
|             | منظمة التجارة العالمية             | 1995                      | ?                      |
|             | منظمة الشرطة الجنائية الدولية      | ?                         | ?                      |
|             | مؤسسة التنمية الدولية              | 12 أكتوبر 1960            | 1 أكتوبر 1974          |
|             | نظام تحكم تكنولوجيا القذائف        | 1995                      | 1991                   |
|             | يونسكو                             | 4 نوفمبر 1946             | 4 نوفمبر 1946          |
|             | الاتحاد البريدي العالمي            | ?                         | ?                      |
|             | البنك الدولي للإنشاء والتعمير      | 27 ديسمبر 1945            | 31 أغسطس 1961          |
|             | المنظمة الهيدروغرافية الدولية      | ?                         | ?                      |
|             | الاتحاد الدولي للاتصالات           | 1910                      | 3 يونيو 1878           |
|             | مؤسسة التمويل الدولية              | 3 أبريل 1957              | 31 أغسطس 1961          |
|             | مجموعة الموردين النوويين           | ?                         | ?                      |

## وصلات خارجية
- موقع وزارة الخارجية الجنوب أفريقية
- موقع وزارة الخارجية النيوزيلندية